# Milieusticker

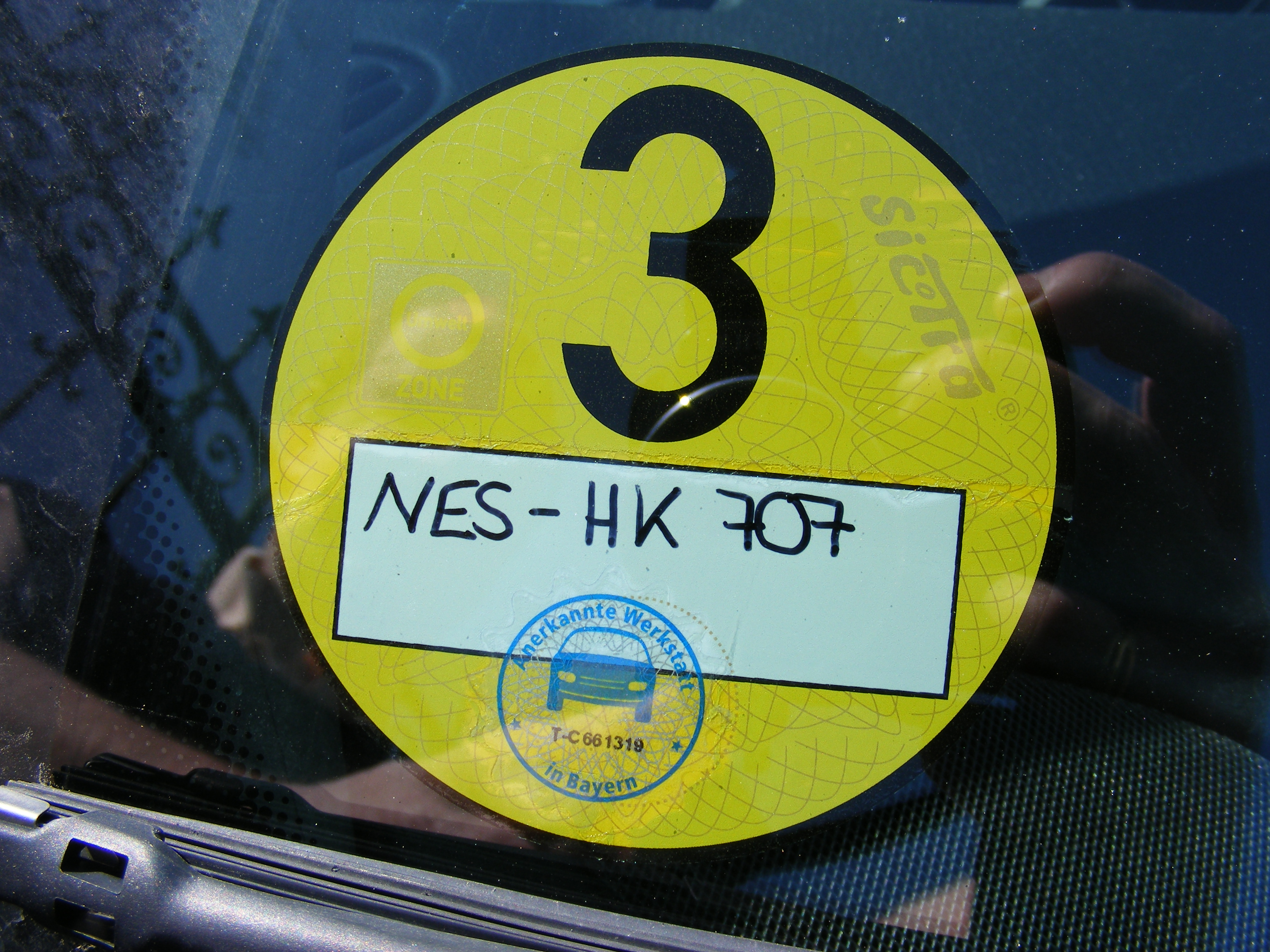
De Duitse milieusticker

De milieusticker (Duits: Umweltplakette of Feinstaubplakette) is een in Duitsland geldig bewijs dat een voertuig aan bepaalde emissienormen voldoet. De sticker is verplicht in milieuzones die sinds 2008 in een groot aantal Duitse plaatsen zijn ingevoerd. Oudere, vervuilende voertuigen worden op deze manier uit de milieuzones geweerd. Het doel is een vermindering van de uitstoot van fijnstof en een verbetering van de luchtkwaliteit. De regeling is van toepassing op personenauto's en andere voertuigen tot 3.500 kg. Brom- en snorfietsen, scooters, motoren, landbouwverkeer, politiewagens, oldtimers met een blauw kenteken, ziekenwagens en brandweerwagens vallen buiten de regeling.

## De verschillende milieuklassen
Verder worden voertuigen door de Duitse overheid in vier milieuklassen ingedeeld. Voertuigen in klasse 1 stoten de meeste fijnstof uit en voertuigen in klasse 4 het minst. In het algemeen geldt dat hoe ouder het voertuig, des te meer fijnstof uitgestoten wordt. Door het laten inbouwen van een roetfilter is het echter mogelijk in een hogere klasse ingedeeld te worden.
- Klasse 1: Voertuigen in deze klasse komen voor geen enkele milieusticker in aanmerking.
- Klasse 2: Voertuigen in deze klasse komen in aanmerking voor een rode milieusticker.
- Klasse 3: Voertuigen in deze klasse komen in aanmerking voor een gele milieusticker.
- Klasse 4: Voertuigen in deze klasse komen in aanmerking voor een groene milieusticker.

Doordat voertuigen met de rode milieusticker sinds 2011 in geen enkele Duitse milieuzone nog toegelaten worden, zijn in de praktijk enkel de gele en de groene milieustickers nog van kracht. Naar verwachting zal ook de gele milieusticker in de toekomst uitgefaseerd worden.

## De Duitse milieuzones
Berlijn, Hannover en Keulen waren de eerste Duitse steden waar de regeling werd ingevoerd, namelijk per 1 januari 2008. Begin 2015 zijn het er 62, of 50 wanneer de aaneengesloten milieuzone van het Ruhrgebied als één zone wordt gerekend. Het overgrote deel van de milieuzones bevinden zich in de deelstaten Noordrijn-Westfalen en Baden-Württemberg.
Per 1 februari 2016 wordt er ook in Aken de milieuzone ingevoerd; daarbij is enkel de groene milieusticker geldig. 
Neu-Ulm is de enige, van de aangesloten steden, waar het nog mogelijk is om met een gele sticker de milieuzone binnen te rijden. Voor alle andere steden is het verplicht een groene sticker te hebben.

Duitse steden met milieuzones

## Overtreding
Het rijden in Duitse milieuzones zonder de vereiste milieusticker is een overtreding die bestraft kan worden met een boete. Bestuurders die zonder milieusticker rijden of een onjuiste sticker op hun voorruit hebben, overtreden de wet en riskeren een boete. De naleving van deze regelgeving wordt gecontroleerd door de Duitse politie of lokale handhavers. Vaak worden geparkeerde auto’s in steden gecontroleerd op de aanwezigheid van de juiste sticker, maar ook langs de weg vinden controles plaats. Vanaf 2024 bedraagt de boete voor het niet hebben van de juiste sticker 100 euro. Ook het onjuist plaatsen van de sticker kan resulteren in een boete.